# Domburg (Suriname)
Domburg (Sranantongo: Dumborgu) ist ein Ort und ehemalige Plantage am Suriname (Fluss), im Distrikt Wanica, in der Republik Suriname mit 5661 Einwohnern (Census 2012).
Die Zuckerrohrplantage Domburg wurde Anfang des 18. Jahrhunderts gegründet und bestand bis rund 1863, dem Jahr der Abschaffung der Sklaverei in Suriname. Im Jahre 1880 wurde durch die Kolonialverwaltung das ehemalige Plantagengebiet zur Ansiedlung von ehemaligen Sklaven als Kleinlandbauern parzelliert. Gleichzeitig wurden eine Schule, ein Verwaltungszentrum und ein Markt angelegt. Das ehemalige Plantagenhaus wurde als Verwaltungsgebäude genutzt. Der Ort, das moderne Domburg war geboren.
Domburg liegt am linken Ufer des Suriname, circa 16 km südlich der Hauptstadt Paramaribo. Der Ort ist einer von sieben Ressorts im Distrikt Wanica.

## Persönlichkeiten aus Domburg
- Desi Bouterse (1945–2024), ehemaliger Putschführer, Oberbefehlshaber und Präsident von Suriname.